# Hartwig (cráter marciano)

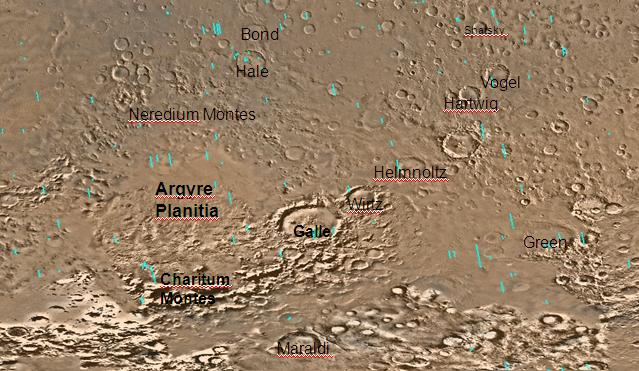
Localización de Hartwig

Hartwig es un cráter situado en el cuadrángulo Argyre de Marte, localizado en las coordenadas 39° sur de latitud y 16° oeste de longitud. Tiene 105 km de diámetro y debe su nombre al astrónomo alemán Ernst Hartwig (1851-1923).
| [[File:Wikihartwig.jpg\|1200px\|alt={{{Alt\|{{{descripción}}}]]                                                                                              |
| Cráter Hartwig, fotografía de la cámara CTX a bordo del Mars Reconnaissance Orbiter. Borde oeste del cráter (El norte, hacia la izquierda de la fotografía). |

Los cráteres de impacto generalmente tienen un brocal con materiales eyectados a su alrededor. Por el contrario, los cráteres volcánicos normalmente no tienen un brocal o depósitos de eyecciones.  Cuando los cráteres son más grandes (por encima de los 10 km de diámetro) normalmente tienen una cumbre central,  causada por el rebote del suelo del cráter que sigue al impacto. Si se mide el diámetro de un cráter, la profundidad original puede estimarse estimarse con distintas relaciones. Debido a estas relaciones, los investigadores han encontrado que muchos cráteres marcianos contienen grandes acúmulos de materiales; que se piensa que pueden estar formados por hielo depositado cuando el clima era diferente.

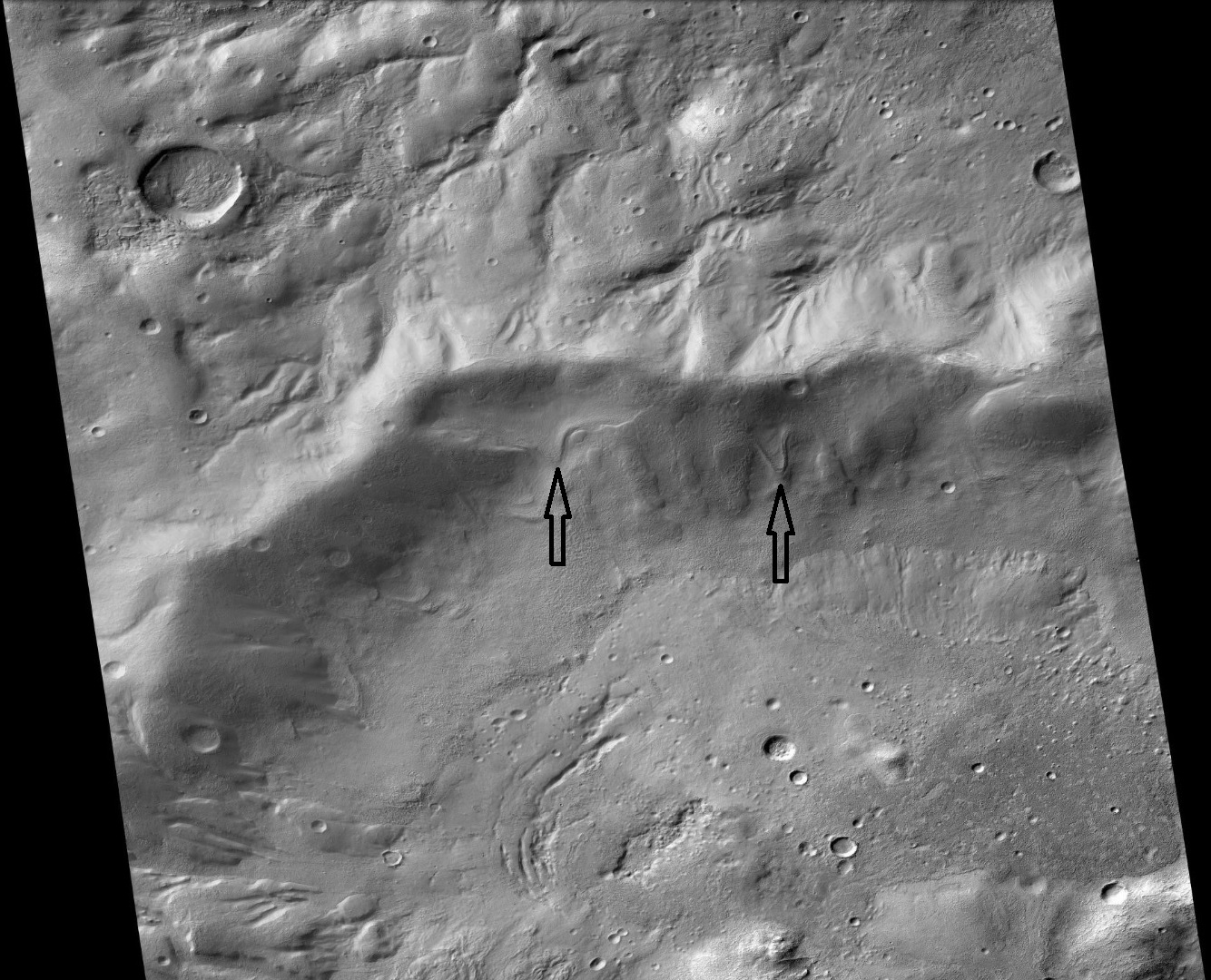
Glaciares en forma de lengua de la imagen anterior. Las flechas indican su posición.
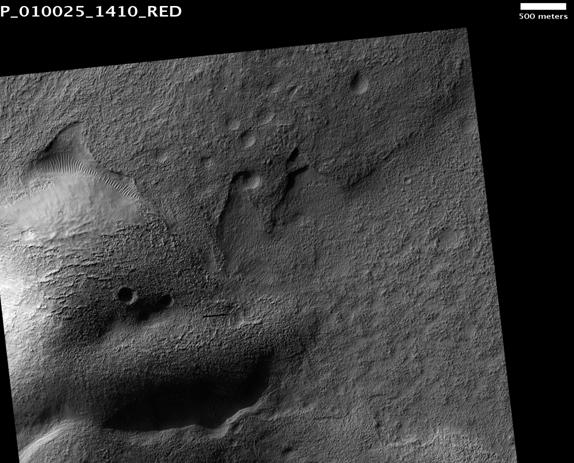
Suelo del cráter. Imagen HiRISE. La barra de escala mide 500 metros.